# Ninety-Nines
«Дев'яносто дев'ять» (англ. Ninety-Nines: International Organization of Women Pilots; також 99s) — міжнародна організація льотчиць, заснована 2 листопада 1929 року в Кертісс Філд, Веллі-Стейшн, Нью-Йорк (штат) для взаємної підтримки й поліпшення становища жінок-льотчиць.

## Перші учасниці

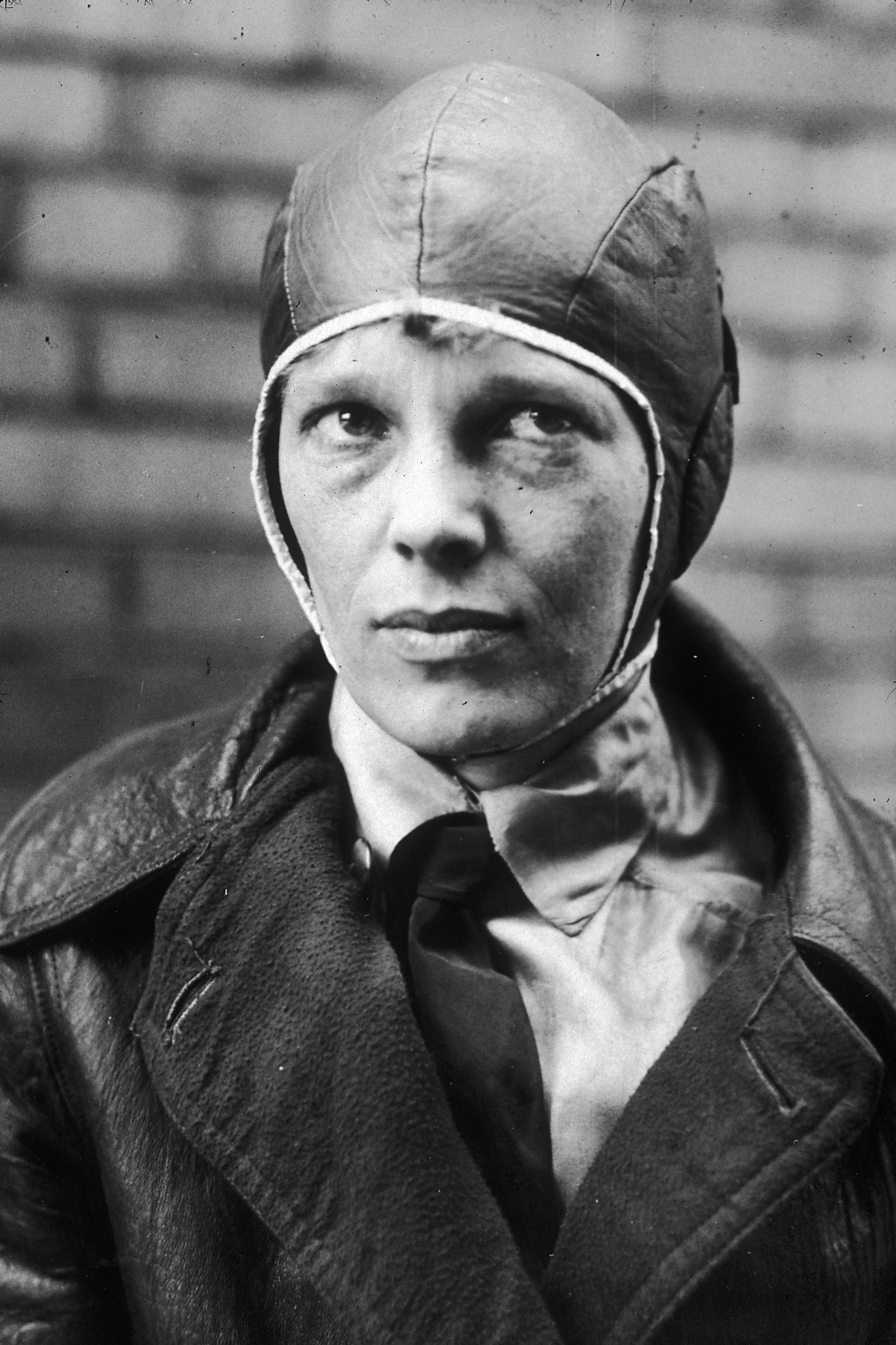
Амелія Ергарт

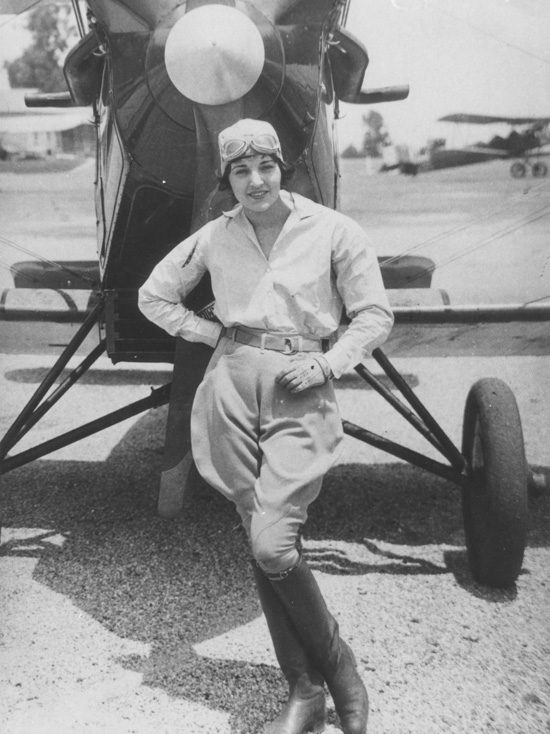
Рут Елдер

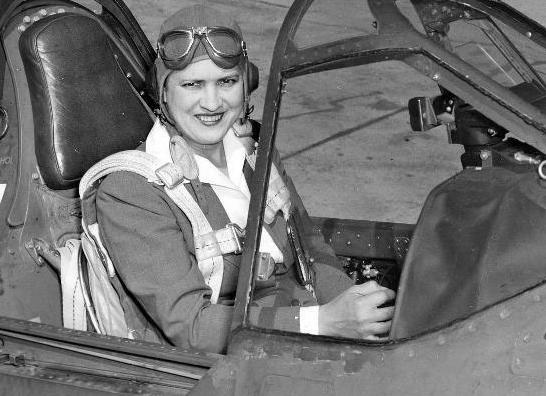
Жаклін Кокран

Рут Ніколз

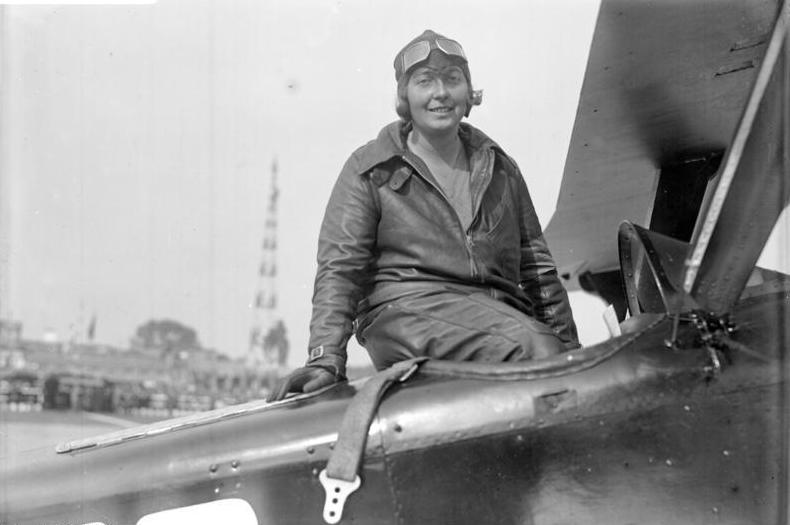
Теа Раше

Дев'яносто дев'ять є міжнародною організацію пілотес, яка надає професійну підтримку жінкам в авіації. На установчі збори були запрошені всі 117 льотчиць, які мали на той час ліцензії, висловили зацікавленість 99. Були присутні 26 ліцензованих пілотес. За кількістю присутніх та тих, хто висловили зацікавленість в організації, була й названа група — «99». Першим президентом у 1931 році була обрана Амелія Ергарт.
Маргарет Томас «Томмі» Воррен була наймолодшою привілейованою членкинею групи «99» — їй було лише 17, коли вона приєдналася. Вона не була присутня на першій зустрічі у Лонг-Айленді у жовтні 1929 року, але була разом із Френсіс Харрелл на другій нараді в Нью-Йорку 14 грудня вдома в Опал Кунц і була призначена представницею у Техасі.

## Сучасність
Нині організація включає 5230 членкинь у 30 країнах. Мета «99» — допомагати стипендіями жінкам, які бажають здобути авіаційну освіту, для збереження унікальної історії та ролі жінок в авіації. «99» є некомерційною організацією. Вона складається з «секцій» за географічною ознакою, охоплює кілька штатів США, провінцій у Канаді та деякі інші країни. Голови «секцій» також призначаються за географічною ознакою.
«Дев'яносто дев'ять» заснували «Меморіальний стипендіальний фонд Амелії Ергарт» (AEMSF). Ця програма надає допомогу у фінансуванні підготовки льотчиць, їх відпочинку та просування кар'єри. AEMSF допомагає жінкам навчитися на пілота приватним чином. У доповнення до програми AEMSF багато очільниць «99» призначають власні стипендії в інтересах місцевих авіаліній. Для пілотес, які прагнуть підняти свій професійний рівень, існує програма «Ініціатива керівництва — професійна льотчиця», їм знаходять професійних наставниць з «99».
Учасниці «99» активно просувають цілі організації, беруть участь у численних заходах, в тому числі в авіаційних семінарах, салоні «Повітряний пілотаж», дербі Powder Puff, Palms to Pines і класичних «Авіаційних перегонах». Беруть участь у Національній асоціації міжвузівських авіаційних гонок (НІФА), у регіональних та національних змаганнях НІФА беруть участь судді «99».

## Музеї «99»
Міжнародна штаб-квартира організації знаходиться в аеропорту ім. Вілла Роджерса у місті Оклахома-Сіті, там же знаходиться Музей льотчиць. Музей артефактів включає історичні документи, особисті речі, відео й усні розповіді, фотографії, пам'ятні та інші значущі експонати з усього світу. Колекція Музею та періодичні тематичні Виставки наочно розкривають роль жінок в розвитку авіації і їх історичний слід.
«99» також є власницею і хранителькою Музею на Батьківщині Амелії Ергарт в Атчисоні, Канзас. Будинок, де народилася і провела дитинство Ергарт, був оголошений Національним історичним надбанням, і йому надали зовнішній вигляд початку століття. У цьому будинку «99» зібрала і зберігає велику кількість особистих речей і сімейних реліквій першого президента.

## Відомі члени групи
- Амелія Ергарт — перша президент
- Джеральдіна Кобб, «Джеррі» — організаторка групи Меркурій 13
- Рут Елдер
- Френсіс Харрелл
- Фей Гілліс Веллс
- Філіс Флот
- Бетті Джілліс
- Кандіс Холл
- Луїза Таден
- Рут Ніколс
- Фібі Омлі
- Мері Гудріч Дженсон
- Опал Кунц
- Мілдред Стінафф
- Джекі Кокран — рекордсменка, «Королева швидкості»
- Еліс Макгілл
- Боббі Троут
- Панчо Барнс
- Патті Вагстафф
- Жанна Єгер
- Шейла Скотт
- Ширлі Зілліг
- Бонні Ганн
- Годвін, Лінда Максін — астронавтка
- Ненсі Берд Валтон
- Коллінз, Айлін Марі — астронавтка